# Furniphilia

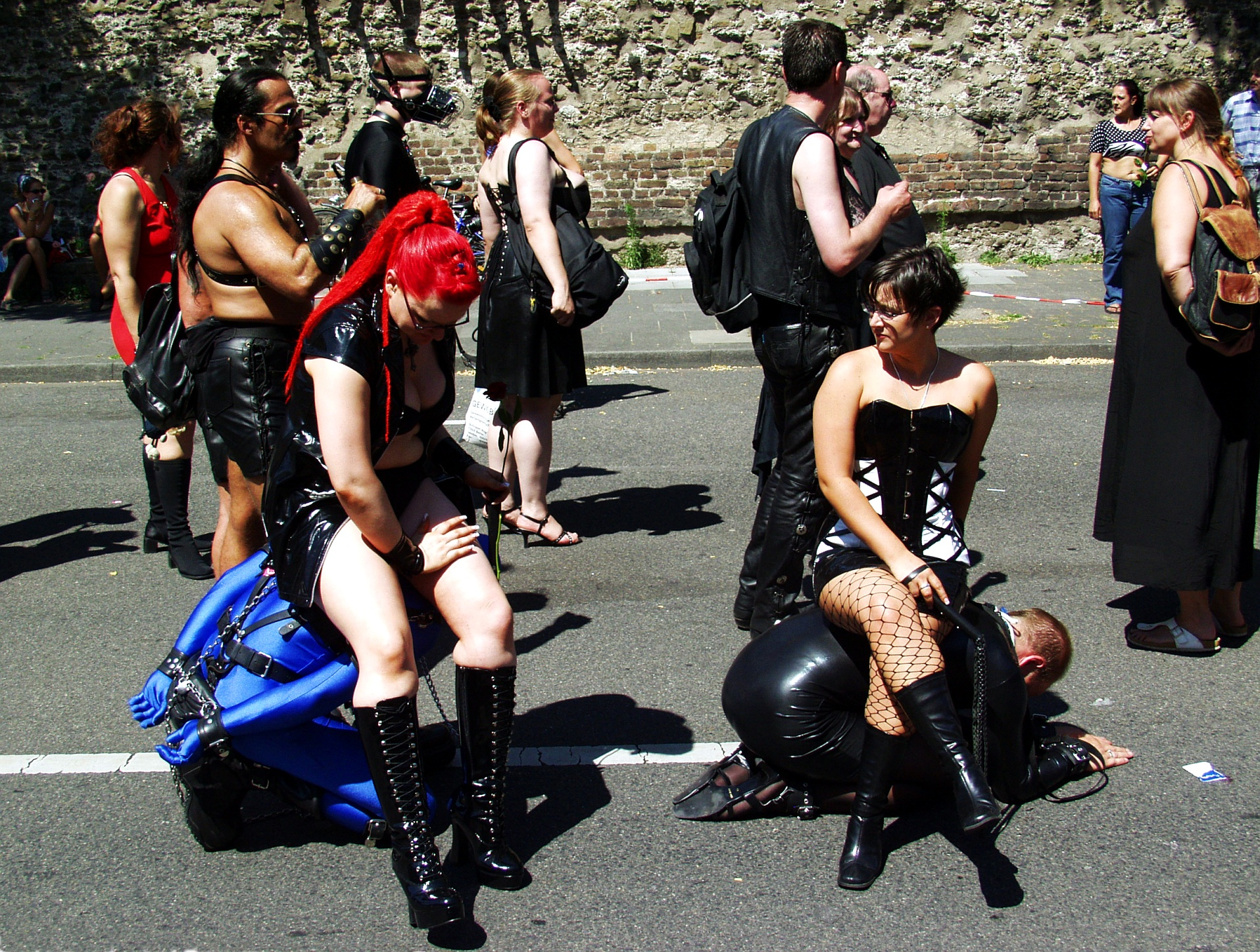
Due slave trasformati in sedie umane durante un gay pride del 2006

La furniphilia, italianizzata anche col termine fornofilia o furnifilia, è un'attività sessuale particolare, consistente nel farsi sottoporre o sottoporre altri soggetti a varie forme di travestimento del corpo, tali da renderlo simile, nell'aspetto e/o nella funzione, a un oggetto di arredamento.
Il termine deriva infatti da "philia", ovvero amore, e "furni", che è abbreviazione per furniture, che in inglese indica appunto l'oggettistica legata all'arredamento.
Si tratta di una pratica particolarmente diffusa nell'ambito della comunità BDSM; essa infatti comporta per lo più, per colui che vi si sottopone, una forma di immobilizzazione fisica simile a quella sperimentata nel bondage. Tuttavia nel caso della furniphilia di rado vengono utilizzate catene o corde; piuttosto, il soggetto immobilizzato, dovendo espletare una ben precisa funzione tipica di un oggetto, subisce una sorta di costrizione psicologica all'immobilità, più o meno duratura anche a seconda della sua capacità di resistere. 

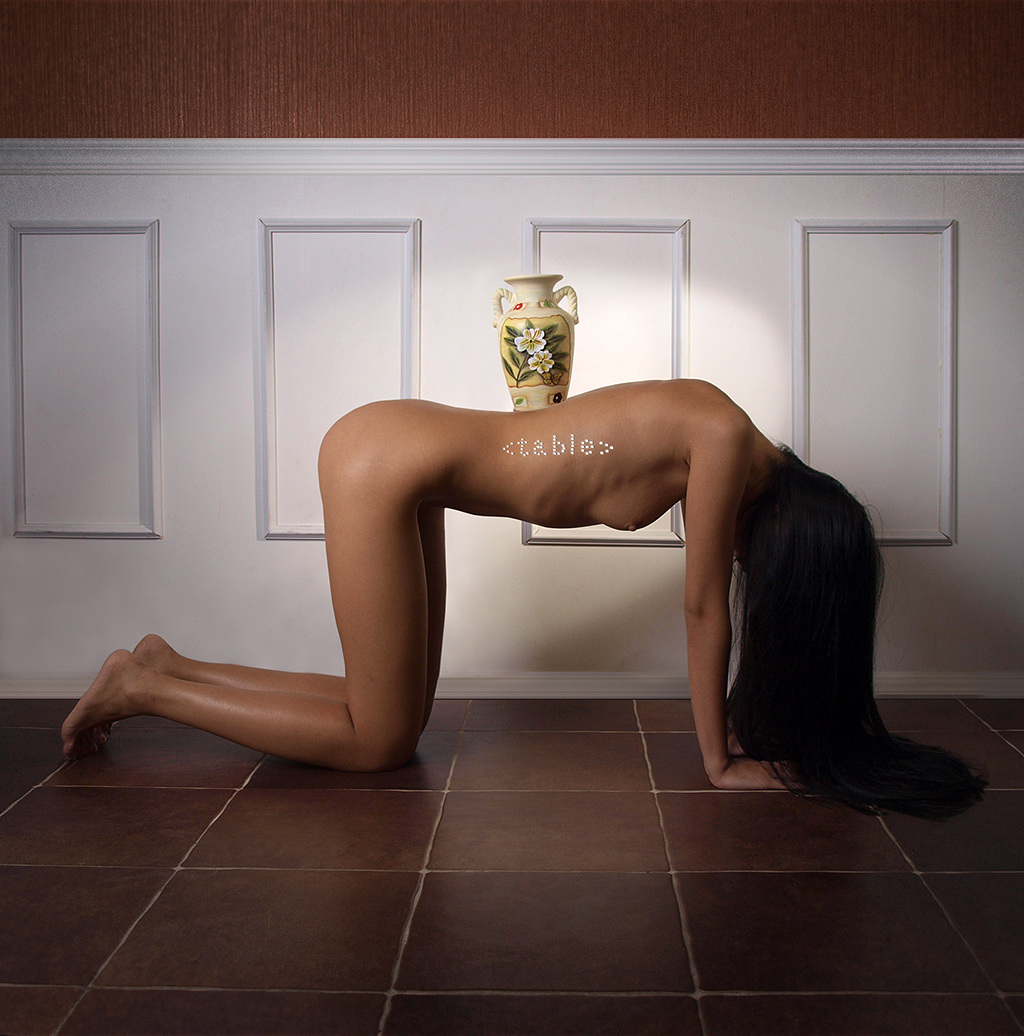
Donna usata come tavolo decorativo

Prevalentemente, nella pratica della furniphilia si usa trasformare il soggetto sottoposto in lampade (in questo caso spesso si utilizzano candele o candelabri, variamente posizionati e ancorati al corpo del sottoposto, anche con lo scopo di ottenere il rilascio di cera calda durante l'immobilità), oppure tavolini, oppure appendiabiti, sedie, poggiapiedi e altro ancora.
La furniphilia caratterizza spesso anche diverse opere artistiche, un celebre esempio è rappresentato dalle creazioni a tema dello scultore Allen Jones.